# Oudeschoot

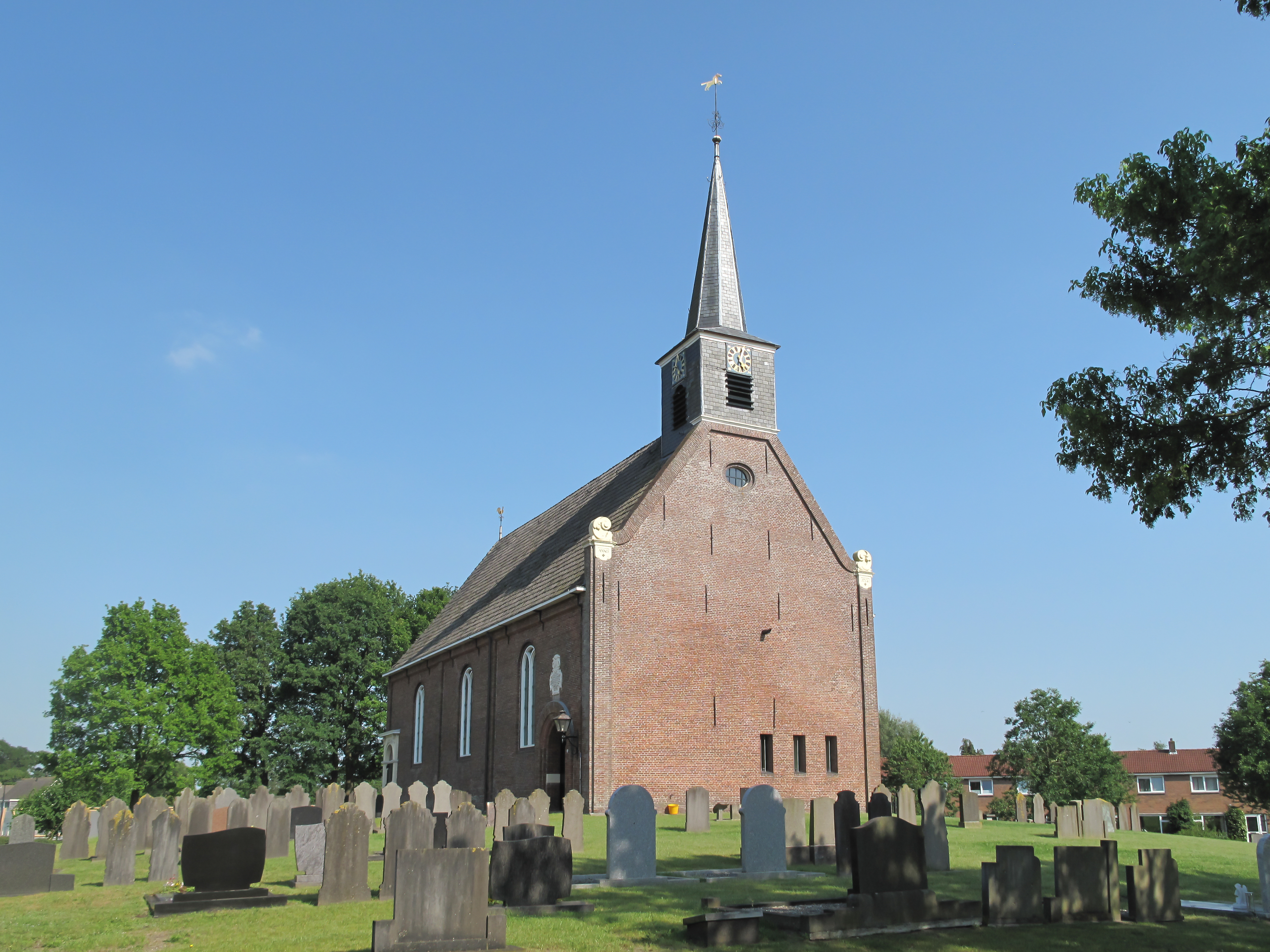
Oudeschoot, chapelle: Skoattertsjerke

Oudeschoot est un village situé dans la commune néerlandaise de Heerenveen, dans la province de la Frise. Son nom en frison est Aldskoat. Le 1er janvier 2006, le village comptait 1 484 habitants.